# Knorrhütte
Die Knorrhütte ist eine Schutzhütte der Kategorie I der Sektion München des Deutschen Alpenvereins im Wettersteingebirge in 2051 m ü. NHN Höhe. Sie liegt unmittelbar am Abbruch des Zugspitzplatts zum Reintalanger in aussichtsreicher Lage und ist den Wanderern, die auf dem Weg von Garmisch-Partenkirchen durch das Reintal die Zugspitze besteigen, ein wertvoller Stützpunkt.
Die Knorrhütte ist als Ortsteil des Marktes Garmisch-Partenkirchen im oberbayerischen Landkreis Garmisch-Partenkirchen benannt.

## Geschichte der Knorrhütte

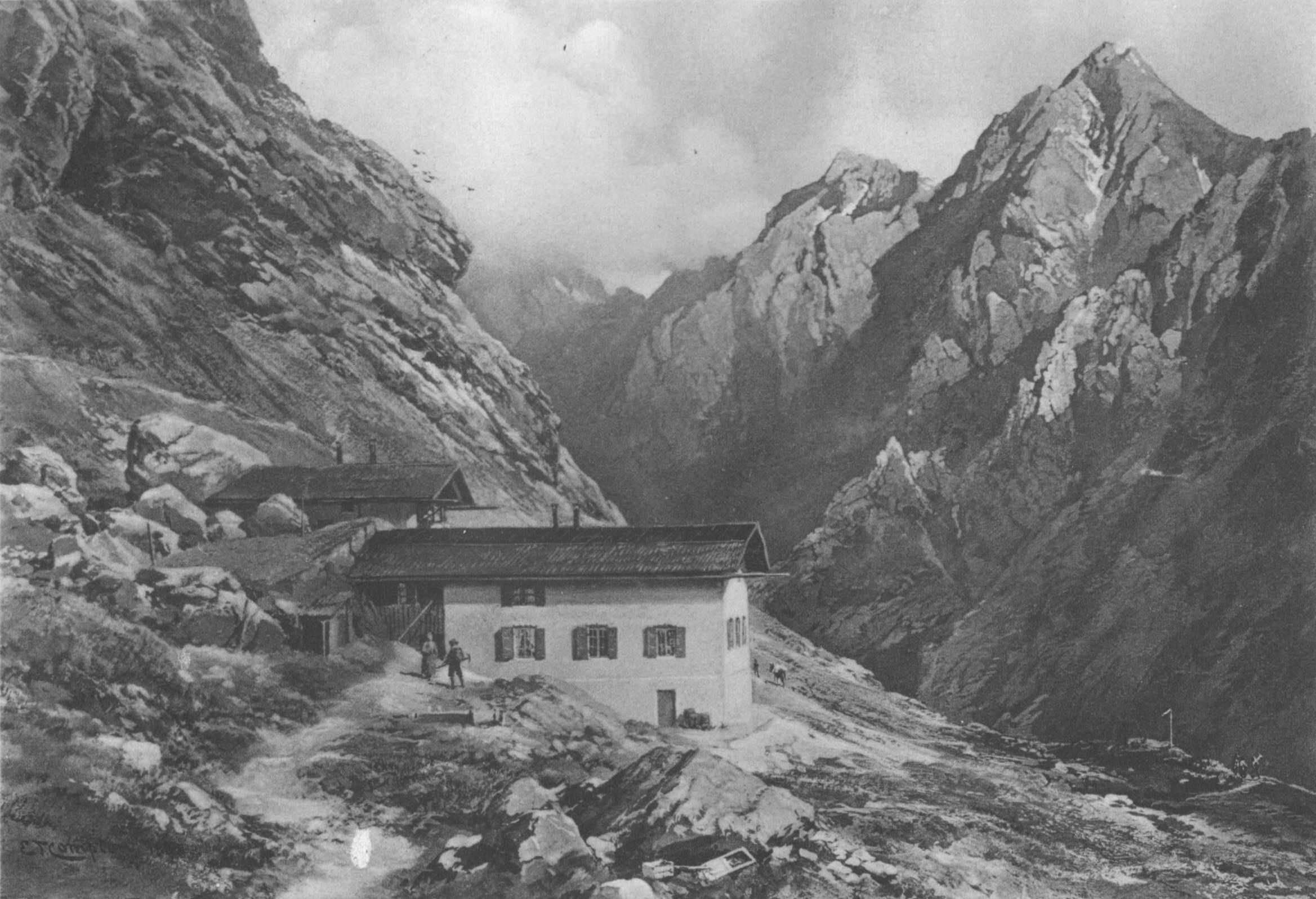
Knorrhütte ca. 1890, dahinter rechts der Hochwanner. Zeichnung von Edward Theodore Compton

Die Knorrhütte wurde bereits 1855 als kleine, dürftige Schutzhütte erbaut. Hierzu gab der Kaufmann (Chef des Münchner Handelshauses Sabbadini) Angelo Knorr (1820–1872), Sohn des Bankiers Ludwig Knorr, „einen bedeutenden Geldbetrag“.
Bereits 1860 war die Hütte heruntergekommen, da man „der Unterhaltung derselben wenig Aufmerksamkeit geschenkt“ hatte. Schließlich nahm sich die Sektion München des neu gegründeten Deutschen Alpenvereins der Hütte an. Zu ihrem Um- und Erweiterungsbau leisteten neben der Sektion „noch das königl. Bezirksamt Werdenfels, sowie Seine Königl. Hoheit Prinz Otto von Bayern und auch Herr Julius Knorr dahier in namhafter Summe“ einen Beitrag. Am 10. August 1873 war es dann so weit, dass die neuerrichtete Hütte, die erste des Deutschen und Österreichischen Alpenvereins in den nördlichen Ostalpen, ihrer Bestimmung übergeben werden konnte. In diesem Ausbauzustand hat sie 20 bis 25 Personen „bequemen Unterhalt“ geboten (Nachtlager für 12 Personen).
Eine zeitgenössische Veröffentlichung beschreibt die Hütte mit folgenden Worten:

„Ganz aus Quadern erbaut, besteht sie eigentlich aus 2 resp. 3 Abtheilungen. Der vordere Raum, ca. 5 Meter im Quadrat, dient als Wohnzimmer und enthält deshalb Tische und Bänke, sowohl an den Wänden festgemachte, die unter sich Truhen bilden, als auch verschiebbare Bänke, aber auch als Kochzimmer, weil er einen sehr ausgiebigen Kochofen nebst Schüsselrahmen mit allen nur brauchbaren Behelfen der Küche enthält. Der etwas höher liegende hintere, also zweite Raum ist größte Manneslänge tief und enthält 3 große Strohmatratzen mit wollenen Decken, auf welchen bequem 9 Herren schlafen können. Der dritte Raum ist der über dem vorderen Wohnungs-Raum sich befindliche Bodenraum, der sehr bequem 12 Mann, auf Stroh gebettet, Unterkunft bietet. Dieser Raum ist eigentlich für die Führer bestimmt, kann aber von Touristen, die nicht in der lage sind, den Schlüssel zur Hütte zu besitzen, ... leicht und vermittelst einer stets an der Hütte lehnenden Leiter benützt werden.“

## Zustiege und Tourenmöglichkeiten
- Von Garmisch-Partenkirchen (Olympia-Skistadion) durch die Partnachklamm ins Reintal (Bockhütte) und weiter an der ehemaligen, am 23. August 2005 durch Starkregen zerstörten Blauen Gumpe[3] vorbei zur Reintalangerhütte (1366 m). Von dort – ein Abstecher zum Partnachursprung (Quelle der Partnach) lohnt sich – weiter und circa 700 Höhenmeter hinauf zur Knorrhütte. Zeit ohne Pausen etwa 6 bis 7 Stunden.
- Von Ehrwald zur Ehrwalder Alm (1500 m), hierhin auch mit der Gondelbahn von Ehrwald aus. Weiter vorbei an der Pestkapelle und dem Feldernjöchl (2045 m, auch Felderer Joch), sowie über das Gatterl (Grenzübergang 2024 m) und den Plattsteig zur Knorrhütte. Unmittelbar hinter dem Gatterl sieht man schon die Hütte auf der anderen Seite des Platts, direkt unter dem Brunntalkopf (2264 m). Zeit ohne Pause von der Ehrwalder-Alm circa zweieinhalb Stunden.
- Die Knorrhütte ist ein idealer Ausgangspunkt für die Begehung des Jubiläumsgrates auf die Zugspitze. Auf gekennzeichnetem Steig mit einigen leichten Klettereien geht es auf den Brunntalkopf und über den Verbindungsgrat, der von der Inneren Höllentalspitze herunterzieht, zum Jubiläumsgrat, den man zwischen der Inneren und der Mittleren Höllentalspitze in 2650 m Höhe betritt. Weiter circa zwei bis drei Stunden in luftiger Gratwanderung/-kletterei mit großartigen Tiefblicken ins Höllental (Norden), aufs Zugspitzplatt (Süden) und auf den Zugspitzgipfel. Von dort in zwei bis drei Stunden über das Platt zurück zur Knorrhütte.

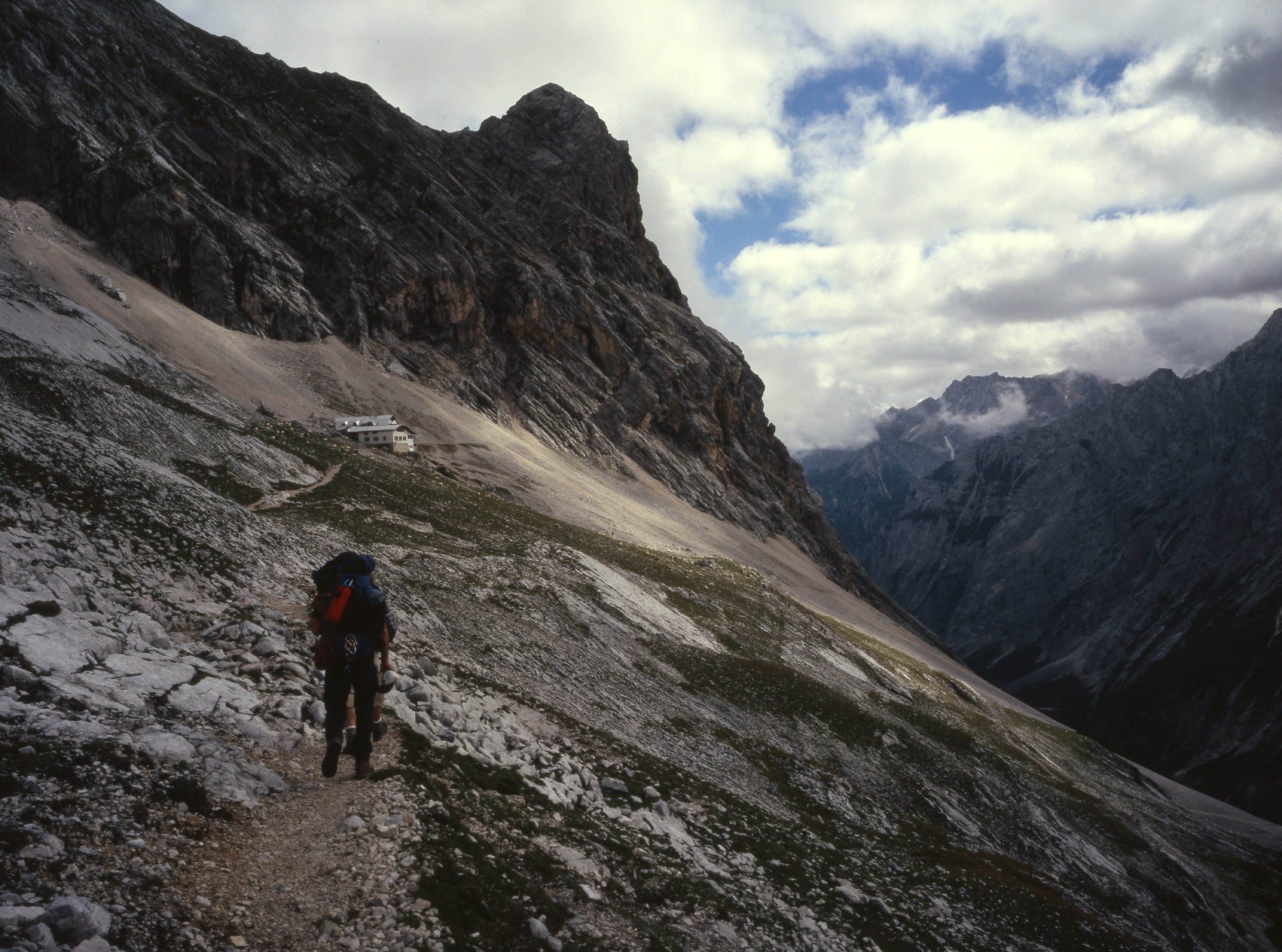
Auf dem Plattsteig, kurz vor der Knorrhütte, darüber der Brunntalkopf (2.265 m)
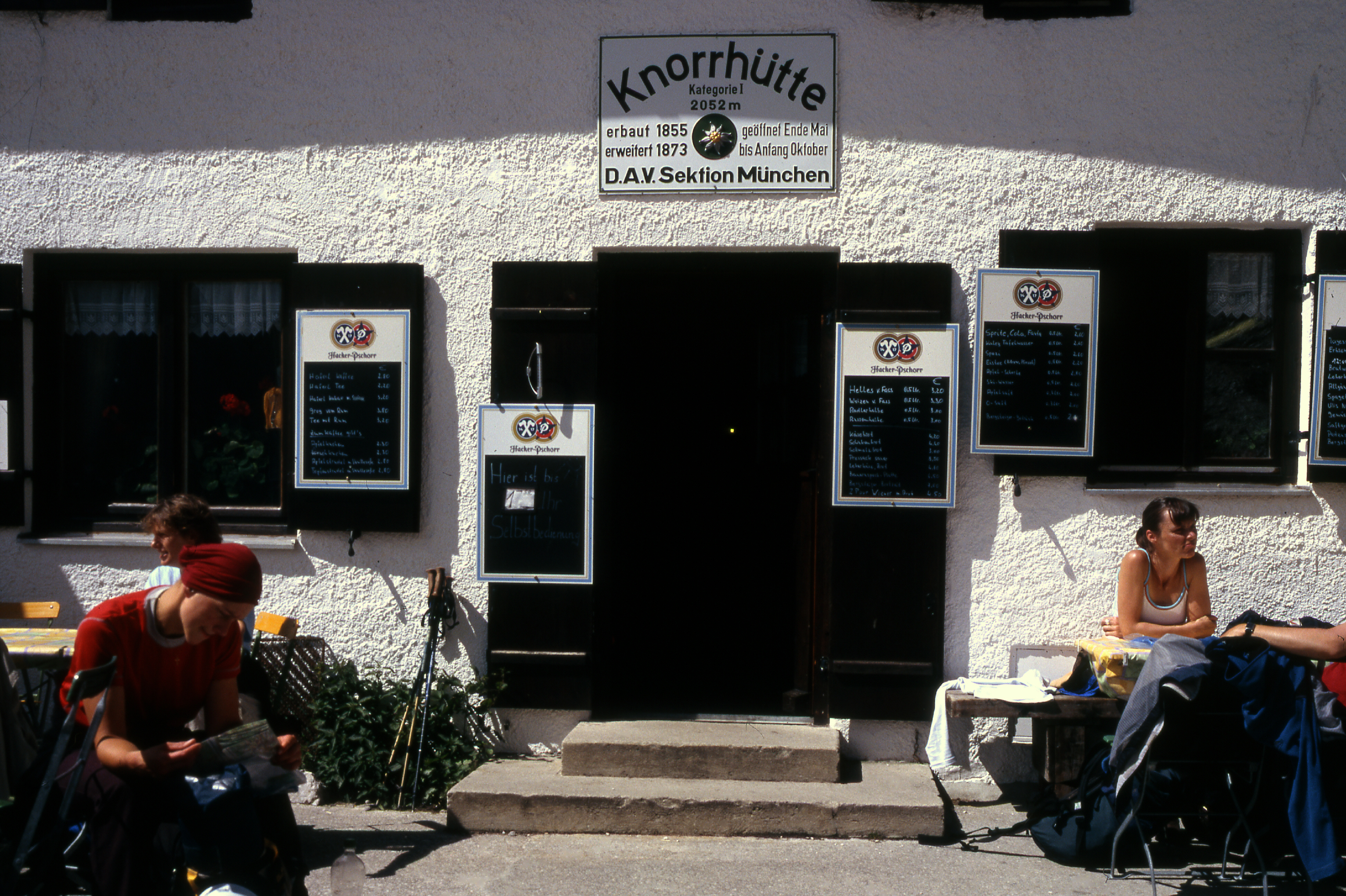
Eingang der Knorrhütte im Wettersteingebirge
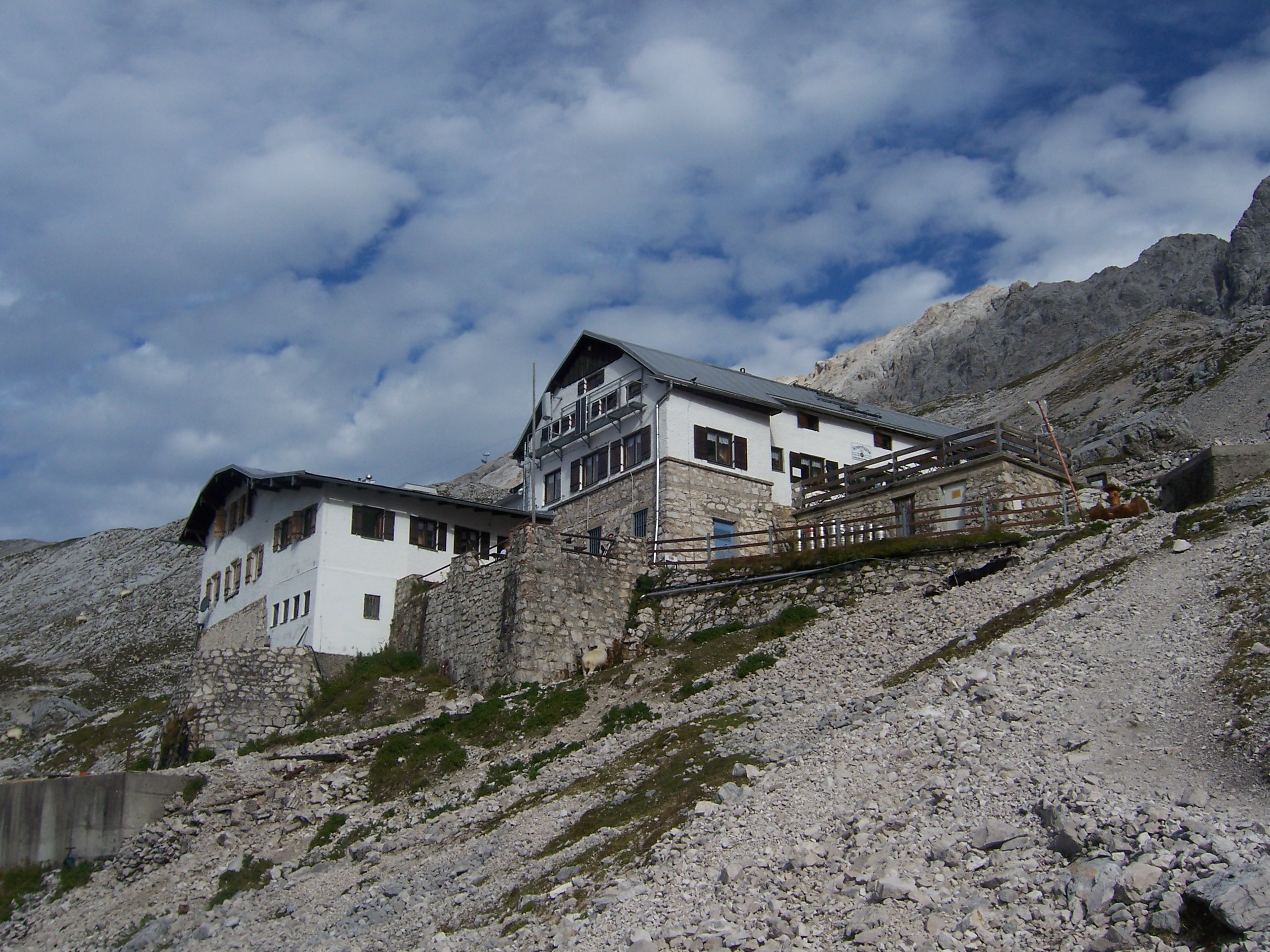
Blick auf die Knorrhütte von Südosten
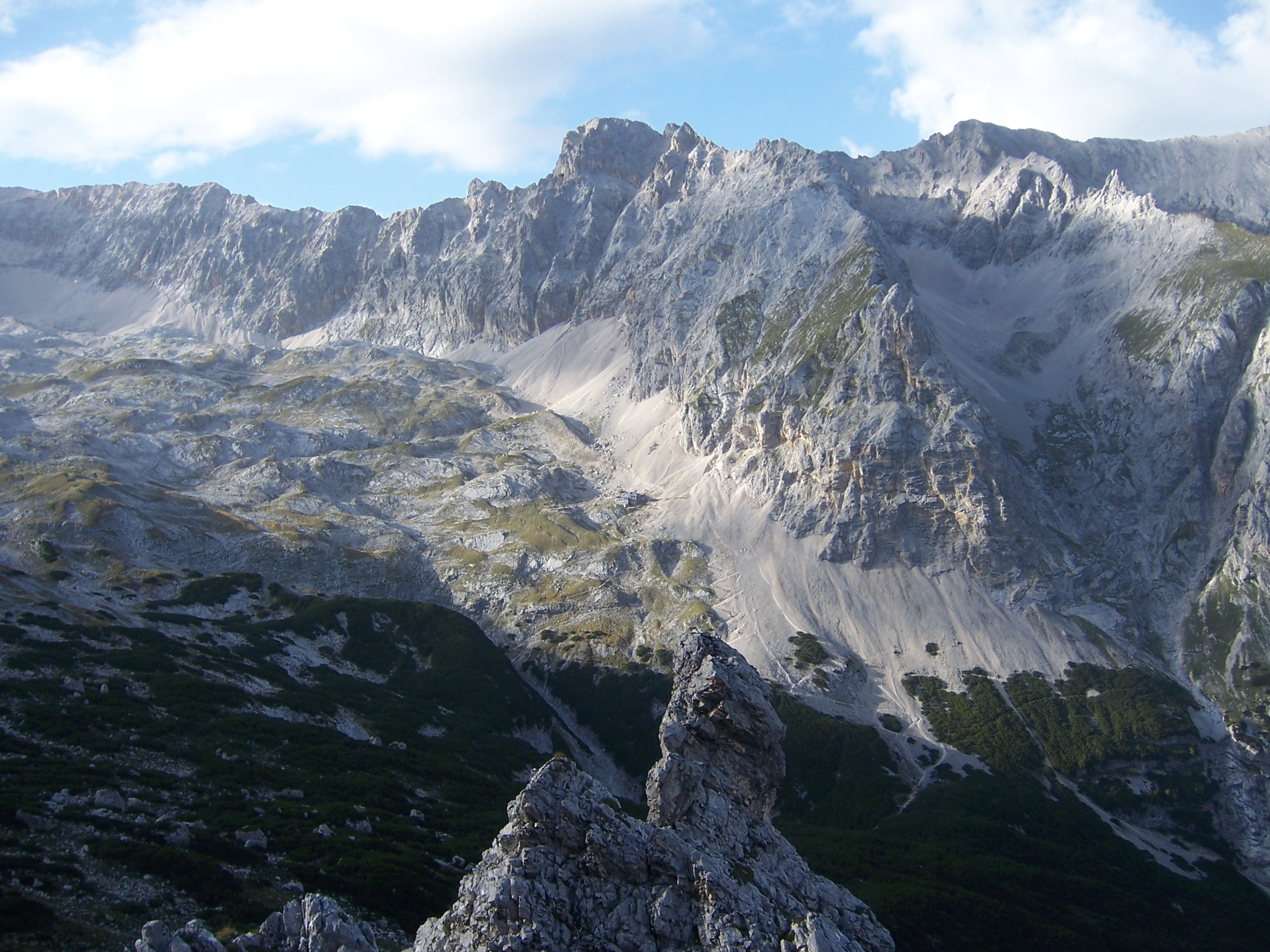
Die Knorrhütte und der Jubiläumsgrat mit Innerer Höllentalspitze vom Gatterl aus gesehen
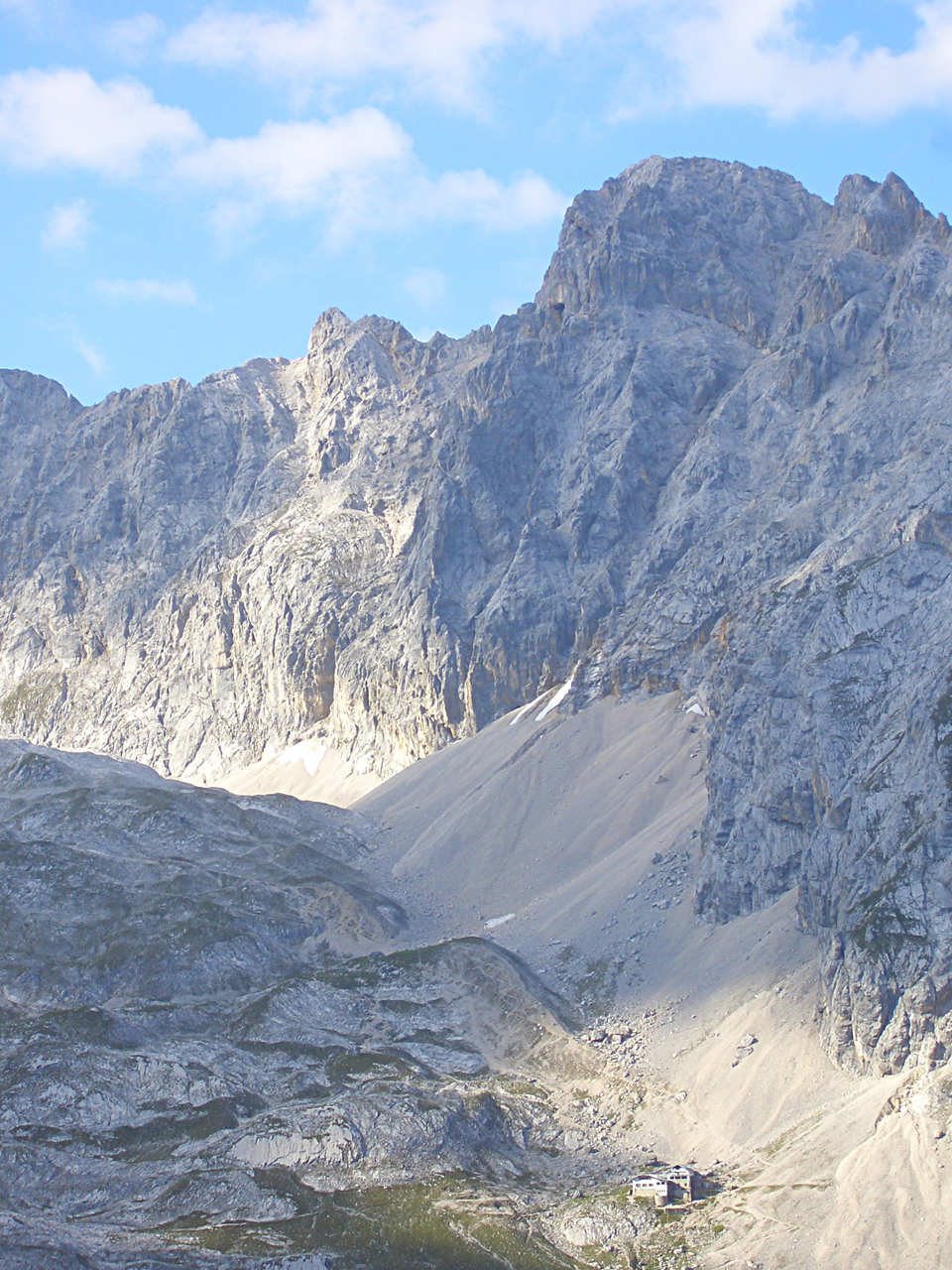
Innere Höllentalspitze mit Brunntalgrat und Knorrhütte (vom Gatterl)
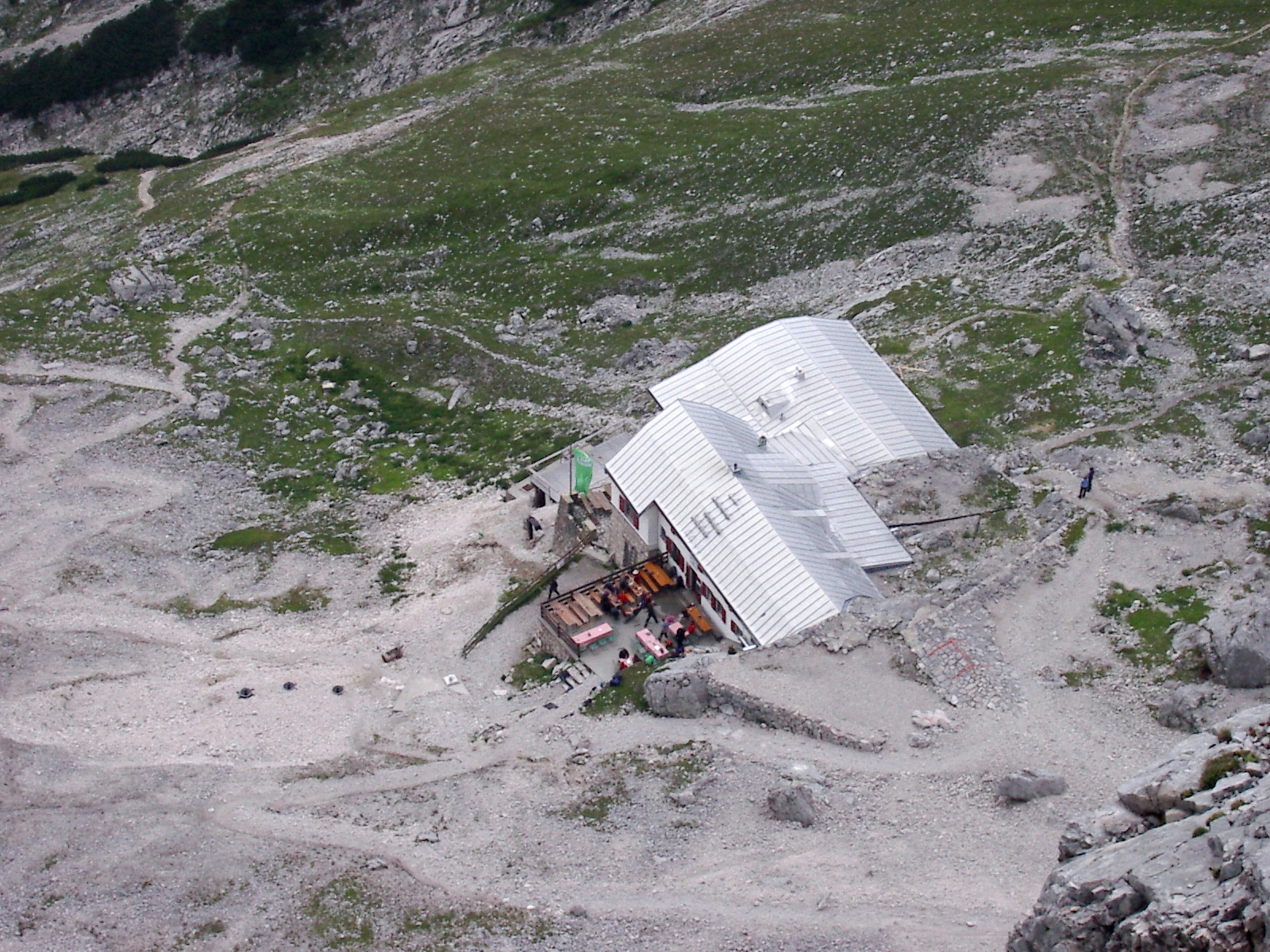
Knorrhütte vom Brunntalgrat gesehen